# Camcore
Die Camcore UG (haftungsbeschränkt); bekannt als Camcore, ist eine deutsche Filmproduktionsgesellschaft mit Sitz in Berlin, die vom Filmproduzenten und Schauspieler Daniel Littau und vom Regisseur, Filmproduzenten und Kameramann Andreas Olenberg im ostwestfälischen Espelkamp gegründet wurde. Camcore produziert neben Kinofilmen auch Stoffe für TV und Video-on-Demand.

## Produktionen
Kinofilme
- 2018: Phantomschmerz

### Streaming/Fernsehen
Kurzfilme (Auswahl)
- 2007: Exit of Death
- 2009: Don’t trust in Money
- 2010: Maniac
- 2012: Shutter
- 2012: Inbound
- 2013: Snake Eater
- 2014: Revolve
- 2014: Halbnah
- 2020: The Bond
- 2021: Verve
- 2021: Stingy